# Peter Közle
Peter Közle (Trostberg, 18 novembre 1967) è un ex calciatore tedesco, di ruolo centrocampista o attaccante.

## Palmarès
- Campionato svizzero: 1

Grasshoppers: 1990-1991
- Campionato tedesco di seconda divisione: 1

Bochum: 1995-1996